# پل ایمانز
پل لویی آدریان آنری ایمانز (فرانسوی: Paul Louis Adrien Henri Hymans‎؛ زاده ۲۳ مارس ۱۸۶۵ – درگذشته ۸ مارس ۱۹۴۱) سیاستمدار اهل بلژیک و عضو حزب لیبرال این کشور بود. او دومین رئیس جامعه ملل بود و دوباره بین سال‌های ۱۹۳۲ و ۱۹۳۳ به عنوان رئیس آن خدمت کرد. او استاد حقوق در دانشگاه آزاد بروکسل بود و از ۱۹۱۸ تا ۱۹۲۰ (و دوباره از ۱۹۲۷ تا ۱۹۳۵) وزیر امور خارجه، و از ۱۹۲۶ تا ۱۹۲۷ وزیر دادگستری و از ۱۹۳۵ تا ۱۹۳۶ عضو شورای وزیران بلژیک بود.
وی همچنین برندهٔ جوایزی همچون نشان عقاب سپید (لهستان)، لژیون دونور (شوالیه) و لژیون دونور (صلیب بزرگ) شده‌است.